# Armanajja
Armanajja – wieś w Syrii, w muhafazie Idlib. W 2004 roku liczyła 904 mieszkańców.